# The Blue Ridge Rangers Rides Again
The Blue Ridge Rangers Rides Again es el octavo álbum de estudio del músico estadounidense John Fogerty, publicado por la compañía discográfica Verve Forecast Records en agosto de 2009. El álbum fue originalmente anunciado para publicarse en diciembre de 2008 con el título The Return of the Blue Ridge Rangers y bajo Fantasy Records, el sello con el que grabó como líder de Creedence Clearwater Revival y con el que regresó para publicar Revival. El álbum guarda similitudes con The Blue Ridge Rangers, el primer álbum de Fogerty en solitario, e incluye una regrabación de «Change in the Weather», del álbum Eye of the Zombie.
El álbum fue grabado durante diez días de sesiones en los Village Recorders de Santa Mónica (California) e incluyó la colaboración de Buddy Miller, Greg Leisz, Dennis Crouch, Jay Bellerose y Kenny Aronoff. La grabación tuvo lugar en octubre de 2008 y contó también con invitados especiales como Bruce Springsteen y los miembros de The Eagles Don Henley y Timothy B. Schmit.

## Lista de canciones
| N.º   | Título                                              | Escritor(es)                          | Duración |  |
| 1.    | «Paradise»                                          | John Prine                            | 3:50     |  |
| 2.    | «Never Ending Song of Love»                         | Bonnie Bramlett, Delaney Bramlett     | 3:02     |  |
| 3.    | «Garden Party» (Con Don Henley y Timothy B. Schmit) | Ricky Nelson                          | 3:51     |  |
| 4.    | «I Don't Care (Just As Long As You Love Me)»        | Buck Owens                            | 2:27     |  |
| 5.    | «Back Home Again»                                   | John Denver                           | 4:27     |  |
| 6.    | «I'll Be There (If You Ever Want Me)»               | Ray Price, Rusty Gabbard              | 3:00     |  |
| 7.    | «Change In the Weather»                             | John Fogerty                          | 4:03     |  |
| 8.    | «Moody River»                                       | Gary Daniel Bruce                     | 3:10     |  |
| 9.    | «Heaven's Just a Sin Away»                          | J. Gillespie                          | 2:33     |  |
| 10.   | «Fallin', Fallin', Fallin'»                         | D. Deckleman, J. Guillot, J.D. Miller | 2:30     |  |
| 11.   | «Haunted House»                                     | Robert L. Geddins                     | 4:36     |  |
| 12.   | «When Will I Be Loved» (Con Bruce Springsteen)      | Phil Everly                           | 2:37     |  |
| 39:59 |                                                     |                                       |          |  |

| DVD (edición deluxe) |                                                                                   |          |  |
| N.º                  | Título                                                                            | Duración |  |
| 1.                   | «Making of The Blue Ridge Rangers Rides Again album»                              |          |  |
| 2.                   | «In-studio rehearsal: Change in the Weather»                                      |          |  |
| 3.                   | «In-studio rehearsal: Heaven's Just A Sin Away»                                   |          |  |
| 4.                   | «Preview of the new DVD Come Down the Road, the triumphant return to Albert Hall» |          |  |

## Personal
- Buddy Miller: guitarra eléctrica, guitarra acústica
- Kenny Aronoff: batería y percusión
- Greg Leisz: pedal steel guitar, lap steel, dobro y mandolina
- Jay Bellerose: batería
- Jason Mowery: violín, dobro, mandolina y coros
- Herb Pedersen: coros
- Jodie Kennedy: coros
- Oren Waters: coros
- Chris Chaney: bajo
- Dennis Crouch: bajo
- Hunter Perrin: guitarra eléctrica

## Posición en listas
| País              | Lista                 | Posición |
| ----------------- | --------------------- | -------- |
| Alemania          | Media Control Charts  | 32       |
| Austria           | Alben Top 75          | 50       |
| Bélgica (Flandes) | Ultratop 200 Albums   | 39       |
| Bélgica (Valonia) | Ultratop 200 Albums   | 65       |
| Canadá            | Canadian Albums Chart | 11       |
| Estados Unidos    | Billboard 200         | 24       |
| Finlandia         | Finnish Albums Chart  | 25       |
| Noruega           | VG-lista              | 1        |
| Países Bajos      | Mega Albums Top 100   | 25       |
| Suecia            | Albums Top 60         | 3        |
| Suiza             | Swiss Top Albums 100  | 29       |